# Combate de Massilia
El combate naval de Massilia fue un enfrentamiento militar producido el 27 de junio del 49 a. C. en el contexto de la segunda guerra civil de la República romana, entre las flotas de Décimo Junio Bruto Albino (cesariano) y Lucio Domicio Enobarbo (pompeyano). La batalla forma parte del sitio de Massilia.

## Antecedentes
Después que los habitantes de Massilia se negaran a aliarse con él por instigación de Enobarbo, Cayo Julio César procedió a aislar la urbe por tierra y mar. Su objetivo era asegurar su retaguardia mientras avanzaba por la costa mediterránea hacia Hispania. 
Después de organizar el asedio, César continuó su marcha el 3 o 5 de junio, quedando a cargo del bloqueo naval Bruto y las fuerzas de tierra Gayo Trebonio. Antes de partir, César ordenó a Bruto construir una docena de navíos de guerra en Arleate. Dicha flotilla tenía dificultades para moverse con rapidez por haberse construido con madera demasiado verde. Sus tripulantes eran soldados acostumbrados en lucha terrestre Bruto tenía experiencia en este tipo de guerra, años antes había triunfado en la batalla del Golfo de Morbihan sobre los vénetos.

## La batalla
Para bloquear correctamente el puerto, Bruto había anclado su flotilla en la isla de Ratonneau, pero los masilienses podían reunir una mayor fuerza naval y con una tripulación muchísimo más experimentada. Los habitantes de Massilia, por consejo de Enobarbo, armaron diecisiete buques de guerra, once de ellos cubiertos, y con un numeroso contingente de arqueros a bordo. Se agregó una multitud de barcos ligeros para atemorizar a sus enemigos haciéndoles creer que su flota era aún mayor. Enobarbo salió confiado con rumbo a Rattoneau, sin preocuparse porque los hombres de Bruto eran una fuerza selecta, valiente y veterana de guerra (terrestre).
Cuando ambas flotillas chocaron los pompeyanos intentaron usar sus espolones para hundir a sus adversarios, apoyándose en sus arqueros, pero los cesarianos prefirieron usar ganchos y lanzas para unir lateralmente los navíos, permitiéndose abordarlos y entablar combate cuerpo a cuerpo. A causa de la lucha se produjo un incendio que consumió a numerosos barcos.
Al final de la jornada, Enobarbo volvió a la ciudad con apenas ocho barcos; del resto, tres se habían hundido y seis estaban en poder de Bruto. El bloqueo marítimo a Massilia continuo.

## Consecuencias
Esta victoria permitió continuar con el asedio de la ciudad, y en consecuencia, César continuaba con sus espaldas cubiertas mientras batalla en Ilerda. Sin embargo, Massilia recibió ayuda de los pompeyanos; Lucio Nasidio consiguió forzar el bloqueo con diecisiete barcos y entrar en el puerto, provocando una segunda batalla naval en Tauroenta.